# St. Dominic USTA Pro Circuit $25,000 Women's Challenger 2013
Il St. Dominic USTA Pro Circuit $25,000 Women's Challenger 2013 è stato un torneo di tennis facente parte della categoria ITF Women's Circuit nell'ambito dell'ITF Women's Circuit 2013. Il torneo si è giocato a Jackson negli Stati Uniti dal 1º al 7 aprile 2013 su campi in terra rossa e aveva un montepremi di $25,000.

## Vincitrici

### Singolare
Laura Siegemund ha battuto in finale  Florencia Molinero con il punteggio di 6–4, 6–0

### Doppio
Ilona Kramen' /  Angelique van der Meet hanno battuto in finale  María Fernanda Álvarez Terán /  Verónica Cepede Royg con il punteggio di 6–3, 6–4